# Archive Team
Archive Team és un grup dedicat a la preservació digital i l'arxivament web que va ser cofundat per Jason Scott el 2009.
El seu objectiu principal és la còpia i la preservació de contingut allotjat per serveis en línia en risc. Alguns dels seus projectes inclouen la preservació parcial i completa de serveis com ara GeoCities, Yahoo! Video, Google Video, Friendster, FortuneCity, TwitPic, SoundCloud,  i "Aaron Swartz Memorial JSTOR Liberator".  Archive Team també arxiva serveis d'escurçament d'URL i wikis de manera regular. El contingut arxivat per Archive Team sol estar disponible a Wayback Machine, que és la forma recomanada d'accedir-hi.
Segons Jason Scott, «Archive Team va néixer amb la ràbia i un sentiment d'impotència, aquesta sensació que deixàvem que les empreses decidissin per nosaltres què havia de sobreviure i què havia de morir». Scott continuà dient: «No és la nostra feina esbrinar què és valuós, esbrinar què té sentit. Funcionem amb tres virtuts: ràbia, paranoia i cleptomania».

## Warrior/Tracker system

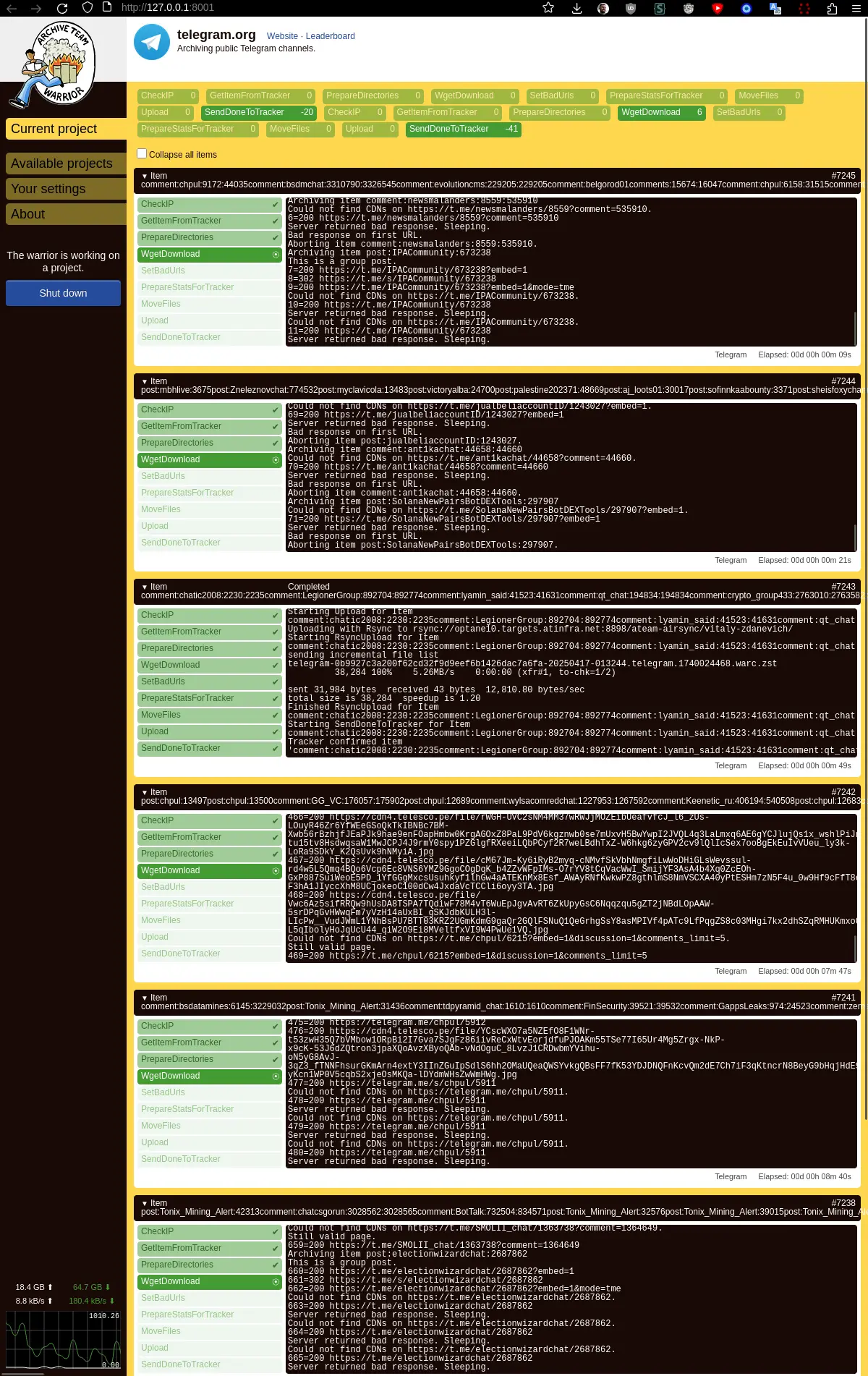
Scrapping de Telegram

L'equip d'arxiu està format per una comunitat informal de col·laboradors/usuaris independents. El seu procés d'arxivament utilitza "Warrior", un entorn de màquina virtual. Els individus utilitzen el Warrior als seus entorns d'escriptori per descarregar contingut sense necessitat d'experiència tècnica. Les tasques són assignades per un rastrejador gestionat centralment que es connecta en xarxa amb els Warriors i assigna elements a aquests. El rastrejador també supervisa l'activitat de càrrega dels usuaris i mostra una taula de classificació.

### Projectes Warrior
Hi ha diversos projectes Warrior de llarga durada:
- Imgur: L'amfitrió d'imatges Imgur va actualitzar els seus termes de servei el 19 d'abril de 2023. Aquesta actualització es va centrar en l'eliminació de contingut antic, no utilitzat i inactiu que no està vinculat a un compte d'usuari, juntament amb el contingut NSFW.[17]
- Blogger⁣: El maig de 2023, Google va anunciar que els comptes inactius s'eliminarien a partir de l'1 de desembre de 2023 a tota la seva plataforma, inclosos els blogs de Blogger.[18]
- Reddit⁣: Prohibició de comunitats que generin males relacions públiques per a Reddit Inc. Restricció de l'accés a les API i les dades el 19 de juny de 2023.[19]
- Invasió russa d'Ucraïna⁣: Arxivament de diversos llocs .ua arran de la invasió del govern rus.[20]
- Telegram⁣: Arxivament de missatges públics en diversos canals de Telegram d'interès periodístic o destacables.[21]
- GitHub⁣: Quan Microsoft el va comprar el 2018, molts arxivistes i usuaris estaven preocupats que el lloc es tornés més restrictiu. Aquest projecte arxiva les parts de la interfície d'usuari de GitHub i el codi de cada repositori.[22]
- Mediafire: El 18 de desembre de 2020, els usuaris van informar que havien començat a rebre correus electrònics de MediaFire sobre com tenien previst classificar els comptes com a abandonats si no complien certs criteris, a partir del gener.[23]
- Brot de coronavirus: Documentació i preservació de dades, esdeveniments i impactes de la COVID-19 en la societat.[24]
- YouTube⁣: Desa metadades, miniatures, comentaris i vídeos seleccionats. Els vídeos i canals s'han de limitar a: canals que es poden suprimir perquè l'empresa ha fet fallida, el propietari del canal ha mort, YouTube ha prohibit determinat contingut i canals relacionats amb esdeveniments i política mundials.[25]
- Wikiteam: s'està desant els abocaments xml de wiki.[25]
- Urlteam: Desant escurçadors d'URL.[26]
- URL: Arxiu d'URL de diverses fonts.[27]

El 12 de desembre de 2024 el projecte d'ArchiveTeam havia assolit més de 10 petabytes de continguts arxivats.

## ArchiveBot
ArchiveBot és un sistema d'arxivament web operat per l'equip d'arxiu per dur a terme rastrejos seleccionats de llocs web. Controlat a través d'un canal IRC, ArchiveBot permet als voluntaris enviar URL per arxivar-les, normalment en resposta a tancaments de llocs, canvis de polítiques o altres esdeveniments que amenacen les dades en línia.
Les tasques són processades per una xarxa de sistemes de treball coneguts com a pipelines, que rastregen i desen contingut en format WARC (Web ARChive). Els voluntaris supervisen els rastrejos actius (tasques) a través d'un tauler de control públic i poden aplicar regles d'ignorar per gestionar àrees problemàtiques dels llocs web, com ara calendaris, desplaçament infinit o contingut basat en sessions que pot interrompre el rastreig recursiu.
Els resultats dels rastrejos d'ArchiveBot es carreguen a Internet Archive i normalment són accessibles a través de Wayback Machine, on el públic els pot veure. ArchiveBot s'ha utilitzat per preservar una àmplia gamma de contingut, incloent-hi plataformes generades per usuaris, mitjans de comunicació i llocs web governamentals.